# Gjergj Arianiti
Gjergj Arianiti o Jorge Aryaniti (1383-1462) fue un noble albanés que dirigió varias campañas exitosas contra el Imperio otomano. Fue padre de Donika, aliado y suegro de Skanderbeg, así como tío abuelo de Moisi Arianit Golemi. Gjergj Arianiti es enumerado en los relatos populares albaneses. Gjergj Arianiti fue el aliado de Skanderbeg dentro de la Liga de Lezhë solamente por un corto período de tiempo porque abandonó su alianza después de la derrota en Berat en 1450. El historiador Robert Elsie enfatiza que Arianiti era a menudo el rival de Skanderbeg que se alió con el Reino de Nápoles en 1446, abandonó su alianza con Skanderbeg en 1449 y se alió con Venecia en 1456.